# 住田隆
住田 隆（すみた たかし、1966年1月7日 - ）は、日本の俳優、コメディアン。
東京都三鷹市出身。プロダクション人力舎所属。同社の新人養成課程「スクールJCA」にて講師も務める。

## 出演
コンビでの出演歴についてはビシバシステムを参照。

### テレビ番組
- ベストタイム（2000 - 2004年、TBS）
- TVチャンピオン（テレビ東京）
- 開運!なんでも鑑定団（テレビ東京）
- 解決スイッチ（テレビ東京）

### テレビドラマ
NHK
- 新・半七捕物帳 第6話「女行者」（1997年、NHK） - 伝次 役
- 連続テレビ小説
  - わかば（2004 - 2005年） - 大崎慎平 役
  - ゲゲゲの女房（2010年）
  - まれ（2015年）
  - とと姉ちゃん（2016年）
  - らんまん（2023年） - 牛久亭九兵衛 役
- Q.E.D. 証明終了（2009年）
- 念力家族（2015年） - 念力雄一郎 役
- 大河ドラマ
  - 龍馬伝（2010年）
  - 江〜姫たちの戦国〜（2011年） - 副田吉成 役
  - 平清盛（2012年） - 遣使・趙 役
  - 花燃ゆ（2015年） - 総務課長
- これは経費で落ちません!（2019年） - 浜山社長 役

日本テレビ
- 火曜サスペンス劇場
  - 「警部補 佃次郎1」（1996年） - 矢野運転手（かもめタクシー） 役
- 有閑倶楽部（2007年） - 鹿取刑事 役
- ヤスコとケンジ（2008年） - 御手洗先生 役
- 華麗なるスパイ（2009年）
- 美咲ナンバーワン!!（2011年）
- ドン★キホーテ（2011年）
- 花咲舞が黙ってない（2014年） - 吉田課長 役
- 戦力外捜査官（2014年） - 高木恭洋 役
- Dr.倫太郎（2015年） - 三枝秘書 役
- お迎えデス。（2016年） - 吉岡
- 家売るオンナ（2016年） - 石橋キャスター 役
- 3年A組-今から皆さんは、人質です-（2019年） - 阿南正巳 役
- 知らなくていいコト（2020年） - 相田正司 役
- オクトー 〜感情捜査官 心野朱梨〜（2022年） ‐ 東海林隆三 役

TBS
- ウルトラマンをつくった男たち 星の林に月の舟（1989年） - 二条達也 役
- ボクの就職（1994年）- 土井 役
- 嫁はミツボシ。（2001年） - 寺田浩 役
- ハンチョウ〜神南署安積班〜（2009年） - 柳田彰一 役
- 99年の愛〜JAPANESE AMERICANS〜（2010年）
- ハンチョウ〜警視庁安積班〜（2012年） - 砂塚修平 役
- 宮部みゆきミステリー パーフェクト・ブルー（2012年） - 藤堂治夫 役
- 女はそれを許さない（2014年） - 植野秀雄 役
- SAKURA〜事件を聞く女〜（2014年） - 入江泰史 役
- イグナイト -法の無法者- 第1話（2025年4月18日） - 山上辰郎 役[2]
- 月曜ドラマスペシャル
  - 「松本清張特別企画・夜光の階段」（1995年）
  - 「早乙女千春の添乗報告書15」（2004年） - 田中茂樹 役
- 月曜ゴールデン
  - 「刑事シュート しゅうと&ムコの事件日誌」（2013年 - 2015年） - 五十嵐淳 役

フジテレビ
- 世にも奇妙な物語
  - 「百円の脳みそ」（1991年） - 花田金作 役
- 不思議少女ナイルなトトメス（1991年） - ヘソクリ小僧 役
- 劇団演技者。
  - あの娘ぼくがロングコント決めたらどんな顔するだろう（2005年）
- 恋はあせらず（1998年） - 笠井弘之 役
- 怪談百物語（2002年） - 藤原惟光 役
- 盤嶽の一生 第5話「落としもの」（2002年）- 清太郎 役
- 黄昏流星群（2011年）
- コンフィデンスマンJP（2018年） - 坂田鉄雄 役
- 直撃!シンソウ坂上SP「元号をとれ!」（2019年） - 的場順三 役
- アンサング・シンデレラ 病院薬剤師の処方箋（2020年） - 本庄泰史
- 監察医 朝顔 第二シーズン（2021年） - 松野武弘 役
- 金曜プレステージ
  - 「ひみつな奥さん2」（2007年） - 関根健一 役

テレビ朝日
- 燃えろ!!ロボコン（1999年） - 川崎太郎 役
- キミ犯人じゃないよね?（2008年） - 五反田四郎 役
- 交渉人〜THE NEGOTIATOR〜 第2シリーズ（2009年） - 徳島吾郎 役
- 女帝 薫子（2010年） - 大橋わたる 役
- 匿名探偵（2012年） - 曽根一樹 役
- 科捜研の女
  - Season16（2017年） - 佐々木一郎 役
  - Season22（2022年） - 猪原明良 役
- 警視庁・捜査一課長 Season2（2017年） - 木俣秀典 役
- 日曜ワイド 「電卓刑事」（2017年） - 滝森啓介 役
- 日曜プライム 「法医学教室の事件ファイル45」（2018年） - 笹岡裕一郎 役
- 家政夫のミタゾノ第4シリーズ（2020年） - 謎の男[3]
- 遺留捜査 Season7（2022年） - 野島友彦 役

テレビ東京
- サギ師リリ子（2009年）
- さすらい温泉♨遠藤憲一（2019年） - 井上幹雄 役
- 月曜プレミア8 「機捜235」（2020年） - 柏田竜二 役
- 警視庁ゼロ係〜生活安全課なんでも相談室〜　第5シリーズ（2021年） - 堀進 役
- 記憶捜査 Season3 第1話（2022年） - 鳥谷辰雄 役

### 映画・オリジナルビデオ
- 難波金融伝 ミナミの帝王 劇場版PART III（1994年） - 山室修
- 億万長者になった男。（1994年）
- お天気お姉さん（1996年） - 山岸ミノル
- HAPPY PEOPLE（1997年） - 屋台店主
- モーニング刑事。抱いてHOLD ON ME!（1998年）
- 難波金融伝 ミナミの帝王13　システム金融　- 田島
- 山形スクリーム（2009年）
- くろねこルーシー（2012年）

### 舞台
- シャープさんフラットさん（ナイロン100℃公演・2008年）

### CM
- 日産・プレジデント (東京パノラママンボボーイズと共演・1996年)